# 100 Broken Windows
100 Broken Windows, lanzado en 2000, es el tercer álbum de la banda de origen escocés Idlewild.

## Canciones
1. «Little Discourage» – 3:08
2. «I Don't Have the Map» – 2:14
3. «These Wooden Ideas» – 3:52
4. «Roseability» – 3:38
5. «Idea Track» – 3:13
6. «Let Me Sleep (Next to the Mirror)» – 3:20
7. «Listen to What You've Got» – 2:32
8. «Actually It's Darkness» – 2:39
9. «Rusty» – 4:17
10. «Mistake Pageant» – 2:49
11. «Quiet Crown» – 3:21
12. «The Bronze Medal» – 3:35

- Datos: Q2806666